# Happy Valley Athletic Association
L'Happy Valley Athletic Association (愉園體育會S, Yú Yuán Tǐyù HuìP) è una società calcistica di Hong Kong.
Nella stagione 2005/2006 vinse il suo ultimo campionato nazionale perdendo solo una partita.

## Palmarès

### Competizioni nazionali
- Hong Kong First Division League: 6

1964-65, 1988-89, 1998-99, 2000-01, 2002-03, 2005-06
- Coppa di Lega di Hong Kong: 1

2000-2001
- Hong Kong Senior Shield
  - Vincitore (6): 1969-70, 1977-78, 1982-83, 1989-90, 1997-98, 2003-04
  - Finalista (9): 1966-67, 1983-84, 1984-85, 1987-88, 1994-95, 1999-00, 2002-03, 2004-05, 2005-06

- Hong Kong FA Cup
  - Vincitore (2): 1999-00, 2003-04
  - Finalista (4): 1986-87, 1993-94, 2004-05, 2005-06, 2006-07

- Cité de Louvre Cup: 1

2005-2006
- Hong Kong Viceroy Cup

1975-1976
- Second Division (Hong Kong): 1

2017-2018

### Altri piazzamenti
- Hong Kong First Division League:

Secondo posto: 1959-60, 1960-61, 1961-62, 1963-64, 1965-66, 1974-75, 1977-78, 1978-79, 1979-70, 1981-82, 1985-86, 1987-88, 1990-91, 1999-00, 2001-02, 2004-05
- Hong Kong Viceroy Cup:

Finalista: 1977-1978, 1988-1989, 1996-1997
- Coppa di Lega di Hong Kong:

Finalista: 2002-2003, 2003-2004, 2004-2005, 2005-2006, 2006-2007
- Hong Kong Sapling Cup:

Finalista: 2020-2021

## Competizioni AFC
- AFC Champions League: 2

2000: Primo turno
2002: Secondo Turno
- Coppa dell'AFC: 4

2004: Gruppi di qualificazione
2005: Gruppi di qualificazione
2006: Gruppi di qualificazione
2007: Gruppi di qualificazione
- Coppa delle Coppe AFC: 2

1998/99: Quarti di finale
2000/01: Secondo turno

## Sponsor
| Anni         | Abbigliamento tecnico | Sponsor ufficiale                       |
| ------------ | --------------------- | --------------------------------------- |
| 1998-99      | ASICS                 | Peninsula Knitters                      |
| 1999-00      | Super X               | Peninsula Knitters                      |
| 2000-01      | Lotto                 | Tsingtao Brewery                        |
| 2001-02      | Puma                  | Tsingtao Brewery                        |
| 2002-03      | A-line                | Easyknit Group and Alliance Engineering |
| 2003-present | Puma                  | Easyknit Group and Alliance Engineering |

## Organico

### Rosa 2018-2019
| N. |                                 | Ruolo | Calciatore               |
| -- | ------------------------------- | ----- | ------------------------ |
| 1  | Hong Kong (bandiera)            | P     | Yeung Lap Wai            |
| 2  | Hong Kong (bandiera)            | D     | Cheung Chun Hin          |
| 5  | Hong Kong (bandiera)            | D     | Tam Chi Kit              |
| 7  | Bosnia ed Erzegovina (bandiera) | C     | Mahir Karić              |
| 9  | Albania (bandiera)              | A     | Ndue Mujeci              |
| 10 | Hong Kong (bandiera)            | C     | Liu Yik Shing            |
| 11 | Hong Kong (bandiera)            | A     | Lai Ming Lai             |
| 12 | Hong Kong (bandiera)            | D     | Lee Chi Ho               |
| 15 | Hong Kong (bandiera)            | D     | Wong Ho Yin              |
| 17 | Hong Kong (bandiera)            | C     | Wong Sheung Choi         |
| 18 | Hong Kong (bandiera)            | D     | Wong King Wah (capitano) |

| N. |                      | Ruolo | Calciatore    |
| -- | -------------------- | ----- | ------------- |
| 19 | Hong Kong (bandiera) | C     | Wong Wing Kit |
| 20 | Serbia (bandiera)    | D     | Igor Miović   |
| 21 | Hong Kong (bandiera) | A     | Wong Chi Hong |
| 22 | Hong Kong (bandiera) | D     | Siu Chi Ho    |
| 23 | Hong Kong (bandiera) | A     | Cheng Lai Hin |
| 24 | Hong Kong (bandiera) | D     | Poon Pui Hin  |
| 26 | Hong Kong (bandiera) | A     | Yuen Sai Kit  |
| 27 | Hong Kong (bandiera) | C     | Yeung Chi Kit |
| 29 | Hong Kong (bandiera) | A     | Chen Liming   |
| 30 | Hong Kong (bandiera) | P     | Yan Kin Keung |
| 88 | Hong Kong (bandiera) | P     | Chung Wai Ho  |

## Allenatori
- Chan Hung Ping (–2005)
- Wong Yiu Shun (2005–2006)
- José Ricardo Rambo (2006)
- Lo Kai Wah (2006–2007)
- Chan Hung Ping (2007–2008)
- Wong Yiu Shun (2008–in carica)